# Jämshög
Jämshög est une localité de Suède située dans la commune d'Olofström du comté de Blekinge. Elle couvre une superficie de 1,62 km2. En 2010, elle compte 1 494 habitants.